# (7499) L’Aquila
(7499) L’Aquila ist ein Asteroid des äußeren Hauptgürtels, der am 14. Juli 1996 von den italienischen Astronomen Andrea Boattini und Andrea Di Paola an der Stazione Osservativa di Campo Imperatore des Osservatorio Astronomico di Roma (IAU-Code 599) in Rom, das zum Istituto Nazionale di Astrofisica gehört, entdeckt wurde.
Der Himmelskörper wurde am 6. August 2003 nach L’Aquila, der Hauptstadt der Region Abruzzen in Italien benannt, die 2009 durch ein Erdbeben in großen Teilen zerstört wurde.